# Ірдинське болото
Ірди́нське болото (Ірди́нь) — болотний масив, розташований на території Черкаського району Черкаської області, у долині Дніпра.

## Загальна характеристика
Протяжність болота Ірдинь — 44 км, площа 7375 га. Середня глибина торф'яних відкладень 3,6 м, максимальна — 6,5 м.
Масив Ірдинського болота розташований у центральній частині Придніпровської височини, Дністровсько-дніпровської провінції лісостепової зони. Топографічно він приурочений до долини річки Ірдинки. Болото Ірдинь займає старе русло Дніпра, яке відокремилося від його сучасної заплави другою і третьою терасами, і тягнеться аж до плато. Це русло річка залишила після відступу льодовика внаслідок зменшення кількості води. Заболочування цього льодовикового русла почалося лише в післяльодовикові часи, коли клімат став вологим і підвищився рівень ґрунтових вод. Болото належить до староруслових, на більшій частині є евтрофним. З центральної частини болота Ірдинь у протилежних напрямках беруть початок річки Ірдинь та Ірдинка.
Болотяний масив Ірдинь поступово на лівому березі переходить в першу лучну і другу (борову) надзаплавні тераси. Друга тераса, на якій розташований величезний масив Черкаського бору, має ширину 5—15 км. Правий берег крутий, високий, такий, що підіймається над рівнем Дніпра на 165 м. Це — Мошногірський кряж, що є південними відрогами Канівських дислокацій. Кряж тягнеться з північного сходу на південний захід і потім круто повертає на південний схід. Його рельєф горбистий і характеризується розвиненою яружно-балкового системою.

## Флора та рослинність
Різноманітність природних умов визначає різноманітність рослинності. На болоті вона представлена евтофними лісовими, чагарниковими, трав'яними і трав'янисто-моховими угрупованнями. Лісові болота в заплаві річки Ірдинь представлені вільхою чорною, за участю осики і берези повислої, чагарниками верб з болотяним різнотрав'ям і осоками. Південно-західна частина болота заросла очеретом, рогозом і осоками. На осушеній частині масиву рослинний покрив трансформований. Лісові масиви Ірдино-Мошногірья представлені типовими для Наддніпрянської височини дібровами, судібровами, сугрудками, борами і суборами. Основними формаціями є грабово-дубові і липово-грабово-дубові. У межах Черкаського бору переважають дубово-соснові і соснові ліси.

## Фауна
Іхтіофауна бідна — трапляються карась звичайний, лин, в'юн, щука.
Серед плазунів трапляється черепаха болотяна, веретільниця, ящірка зелена, вуж звичайний, гадюка звичайна; серед земноводних — тритон звичайний, ропуха сіра, райка.
У районі Ірдинських боліт налічується 189 видів птахів. Найпоширенішими є зяблики, синиця велика, дятел звичайний, дрозди чорний та співочий та інші. Відмічено 25 видів птахів, що занесені до нового видання Червоної книги України (2009).
Із ссавців тут водяться дикі свині, сарни («дикі кози»), лисиці, зайці, куниця лісова, вивірки, ондатри, бобри, благородні олені та єнотоподібні собаки; з цих місць відомі колонії вечірниці дозірної та нетопира карлика.

## Господарське значення
Перші спроби розробок Ірдинського торф'яного масиву були зроблені в 1856 р. біля міста Сміла. Вдруге вони почалися в 1915 р, втретє — у 1921 р. Всі роботи проводилися вручну в південній частині болота. У 1911 р. були здійснені спроби осушити болото — було прокопано близько 20 км меліоративної канави. В період перших п'ятирічок СРСР осушувальні роботи поновили. Спочатку їх вели вручну, пізніше — з використанням комплексної механізації у тому числі будується Ірдинська вузькоколійна торфовізна залізниця, з 1938 р. використовувався багер — основний екскаватор. Роботи припинялися у період Німецько-радянської війни. З 1963 р. відбувалося освоєння нових кар'єрів.

## Туризм
В остінні декілька років Ірдинське болото стало дуже популярне серед любителів водного туризму. Наразі дуже часто в травні та червні можна зустріти групи туристів на байдарках, сапах та каяках. 

## Охорона природи
У межах Ірдинського болота існує гідрологічний заказник місцевого значення — Ірдинське болото.

## Галерея

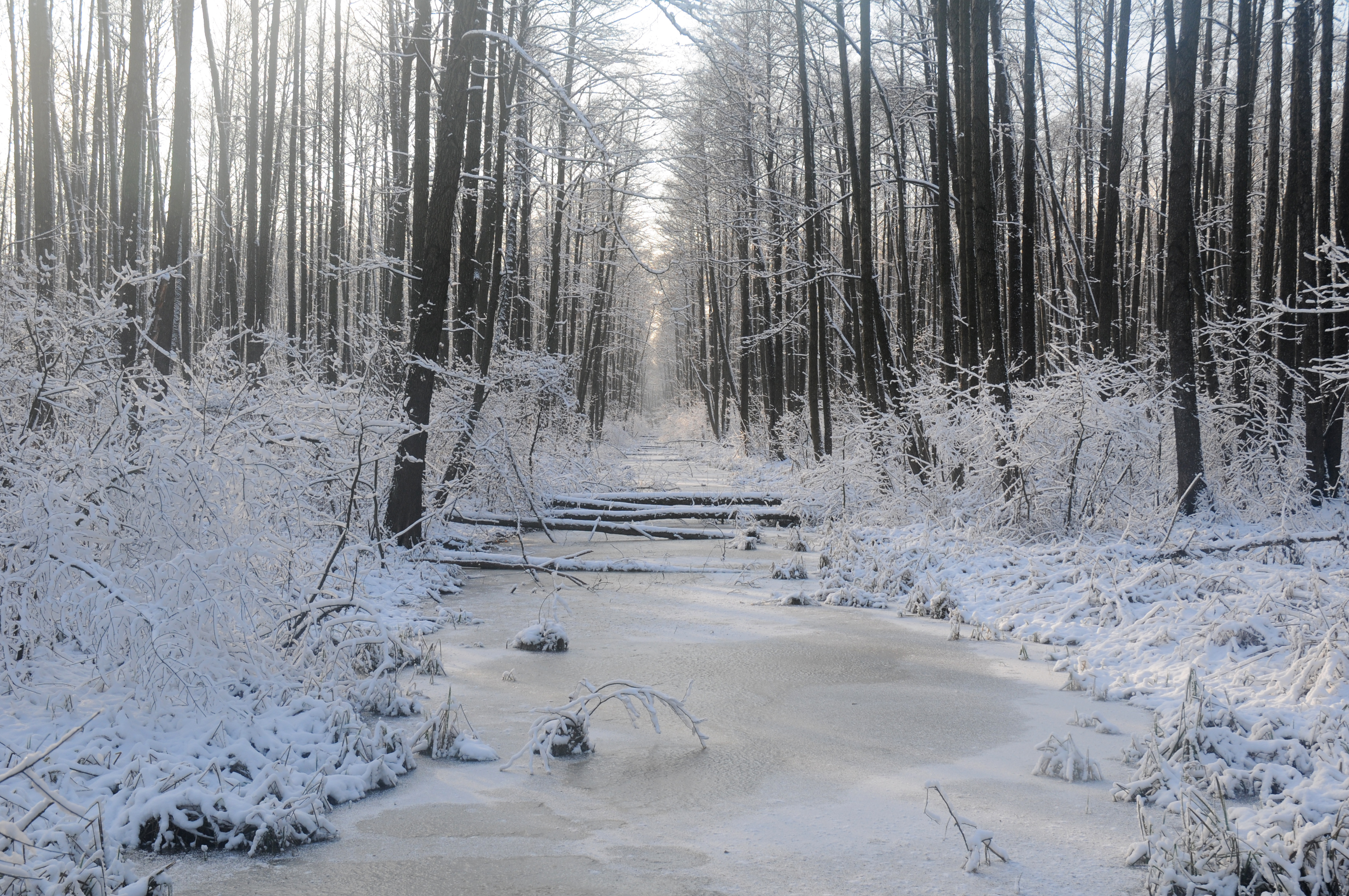
Болото взимку
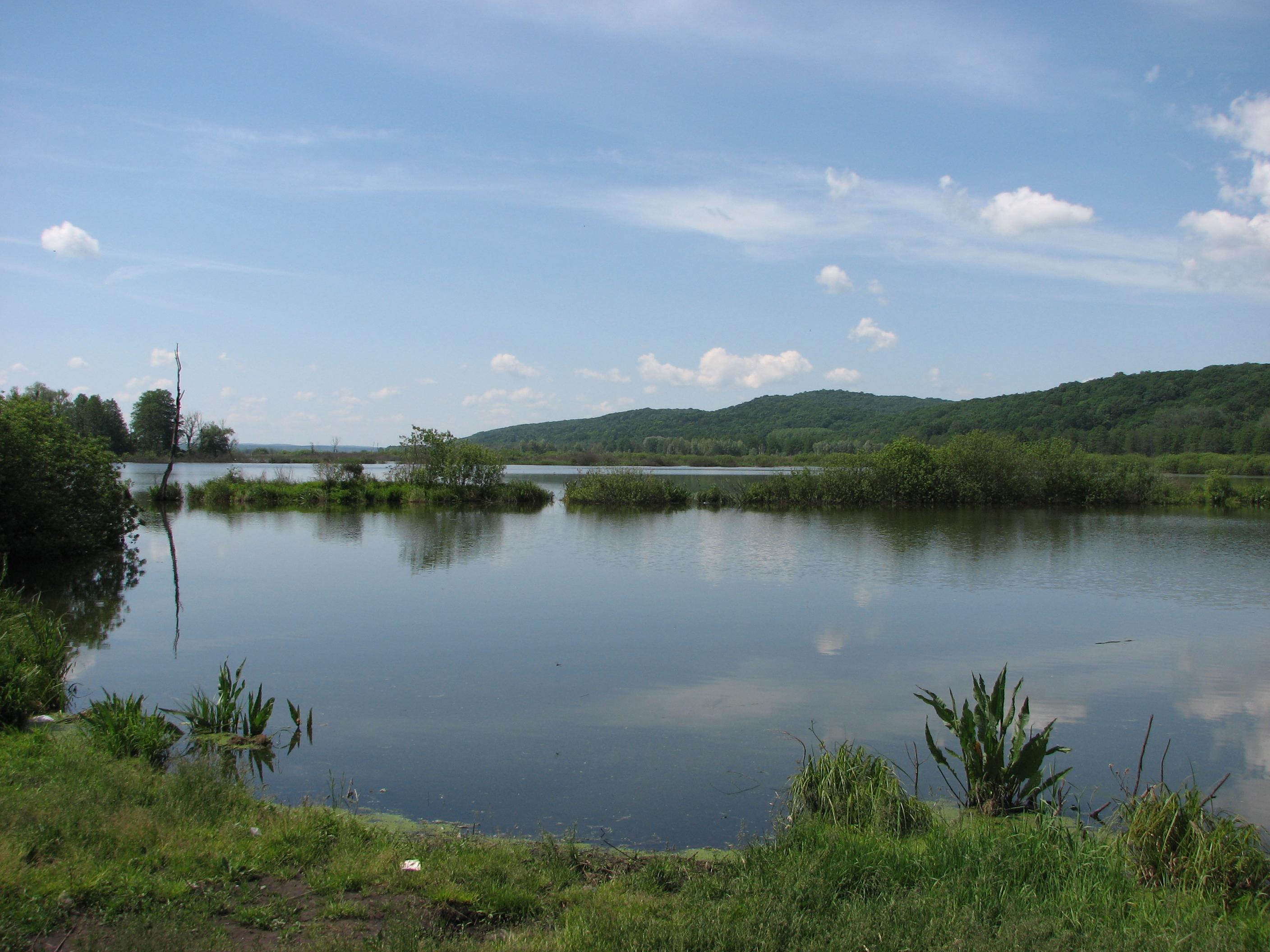
Озера, що утворилися на місці кар'єрів торфорозробок
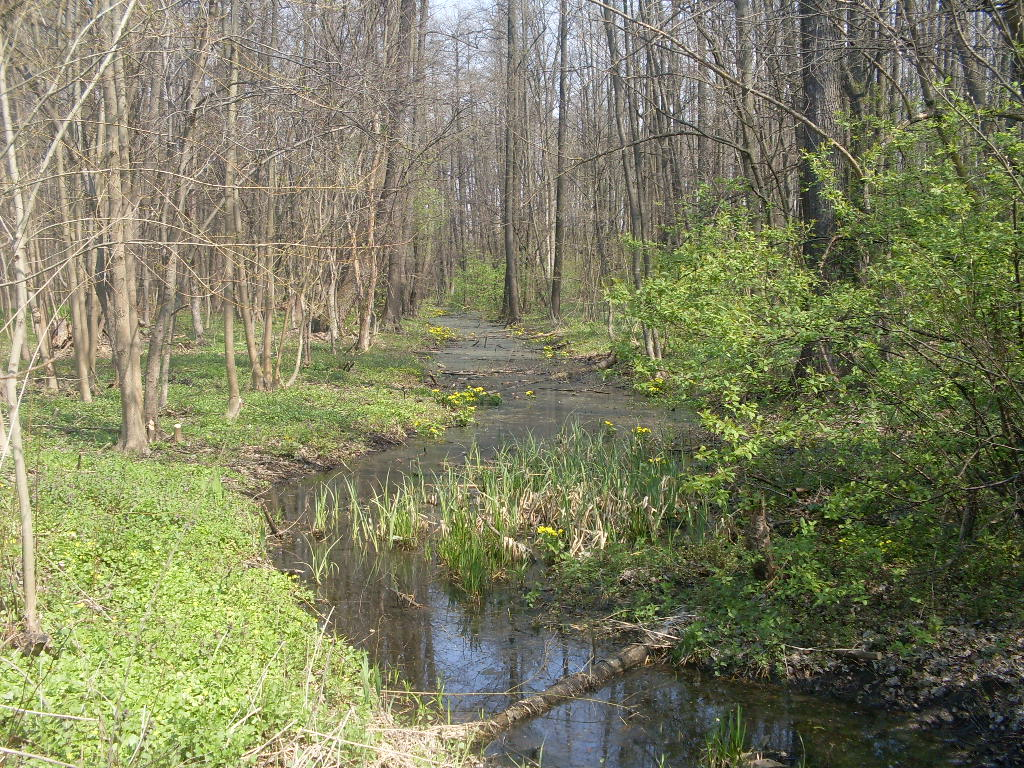
Річка Ірдинка біля автодороги Канів — Черкаси — Кременчук
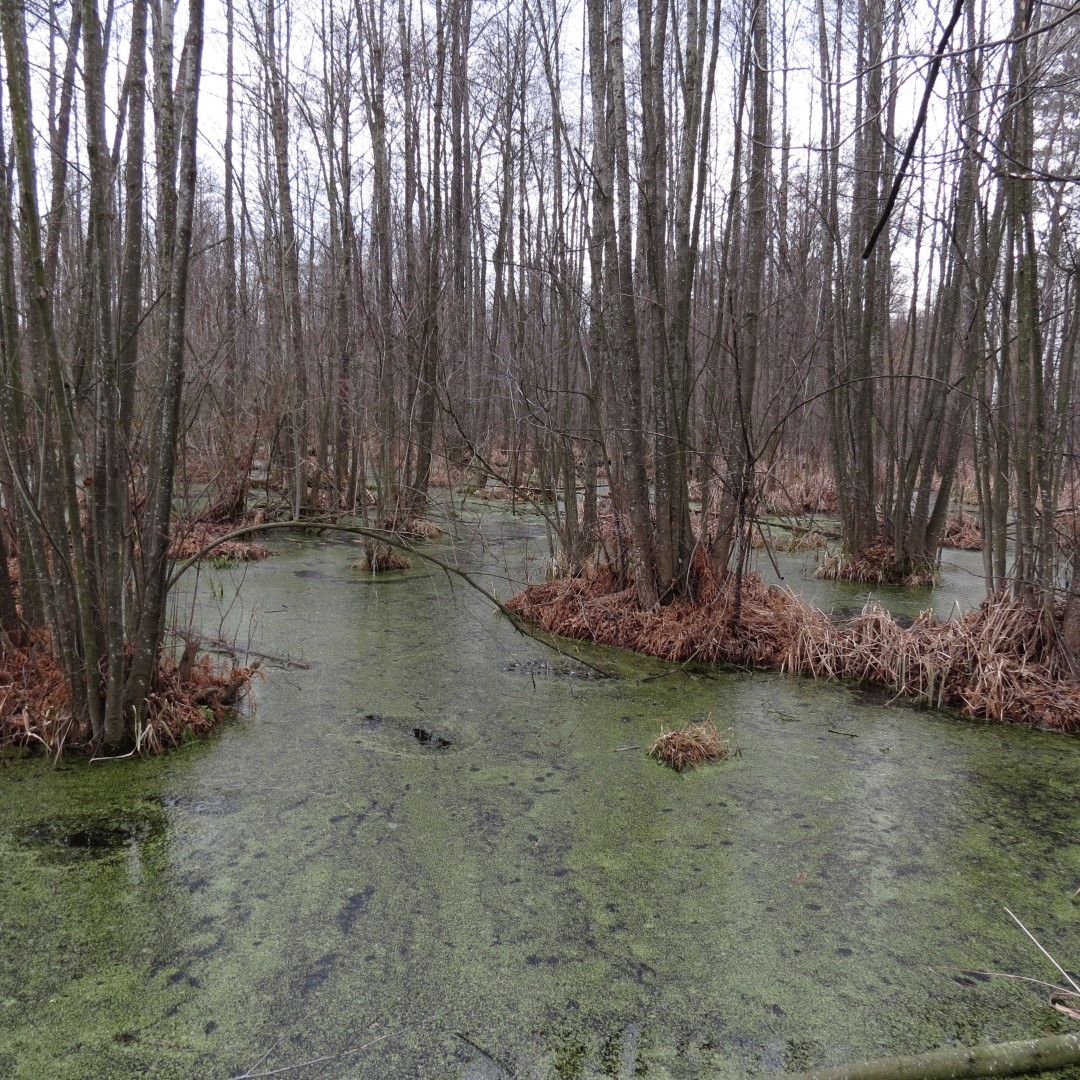
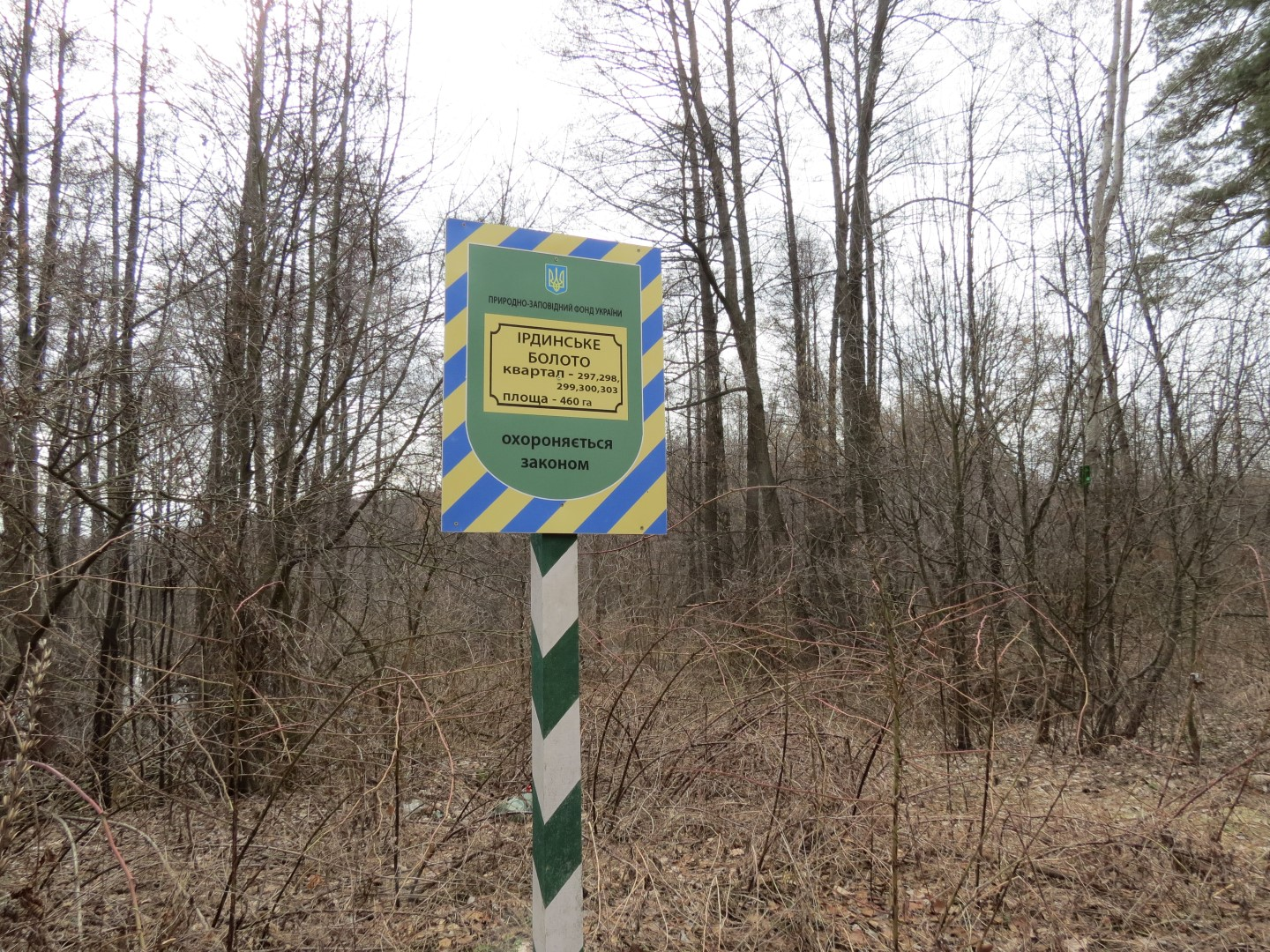
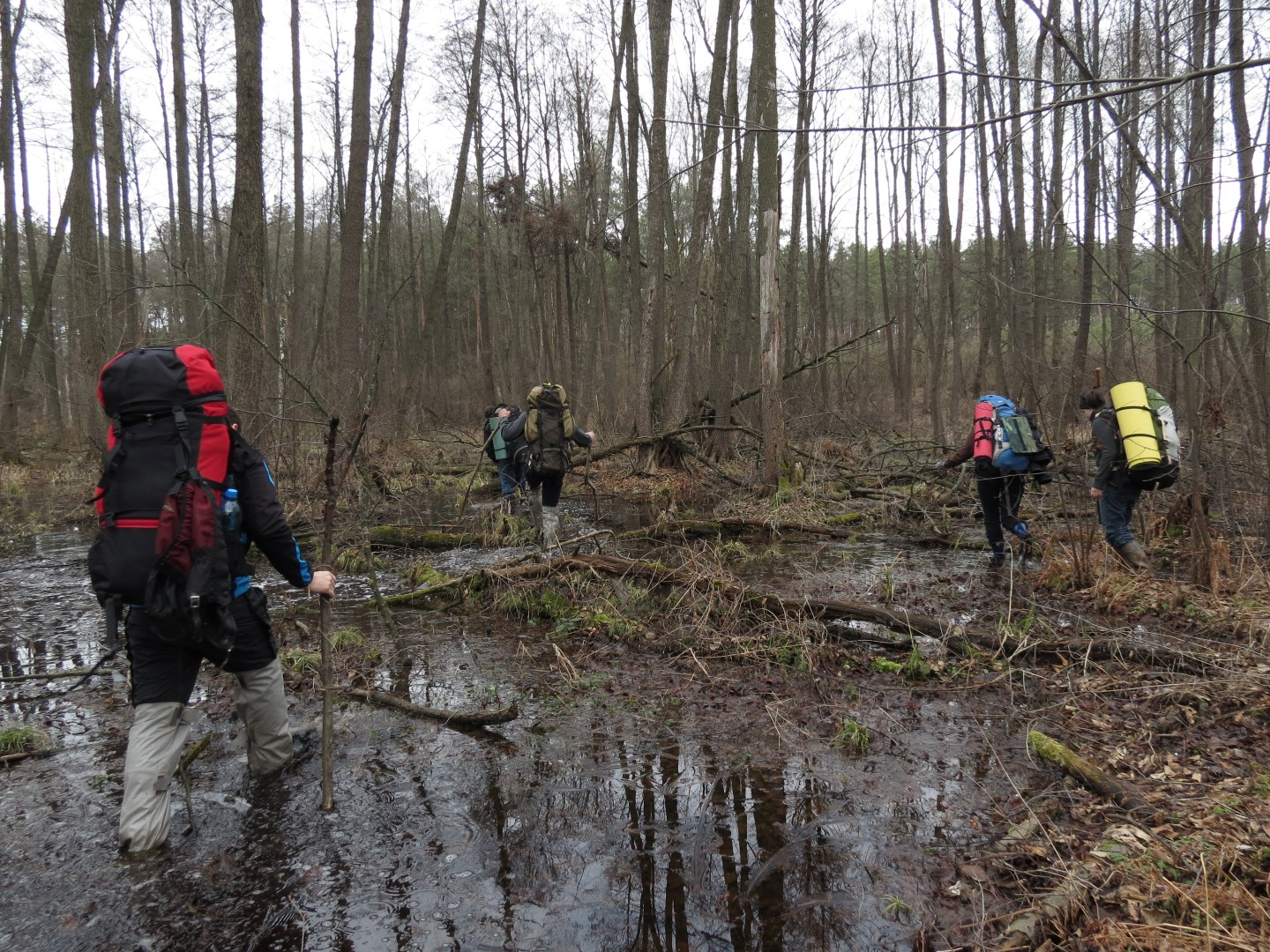
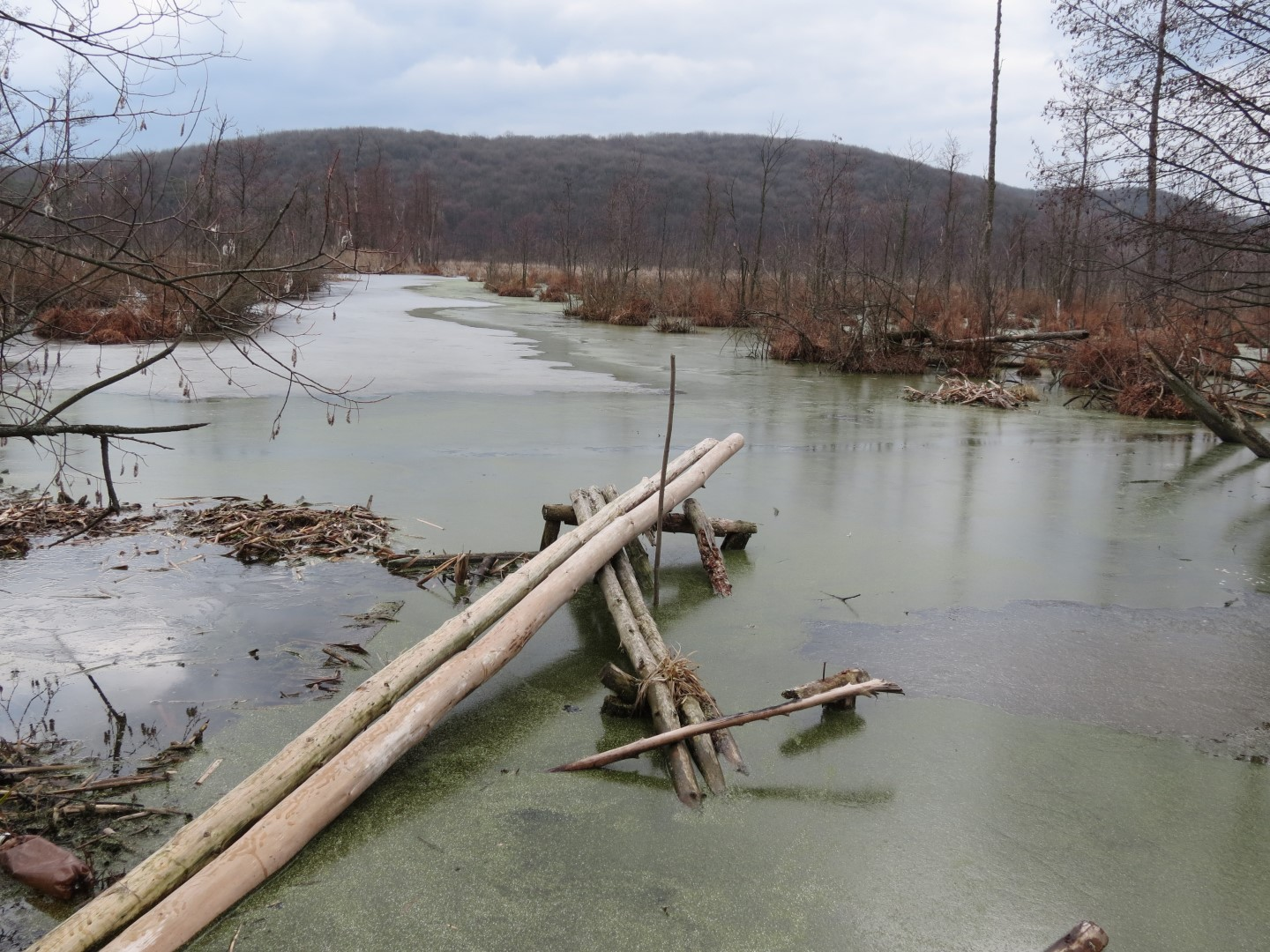
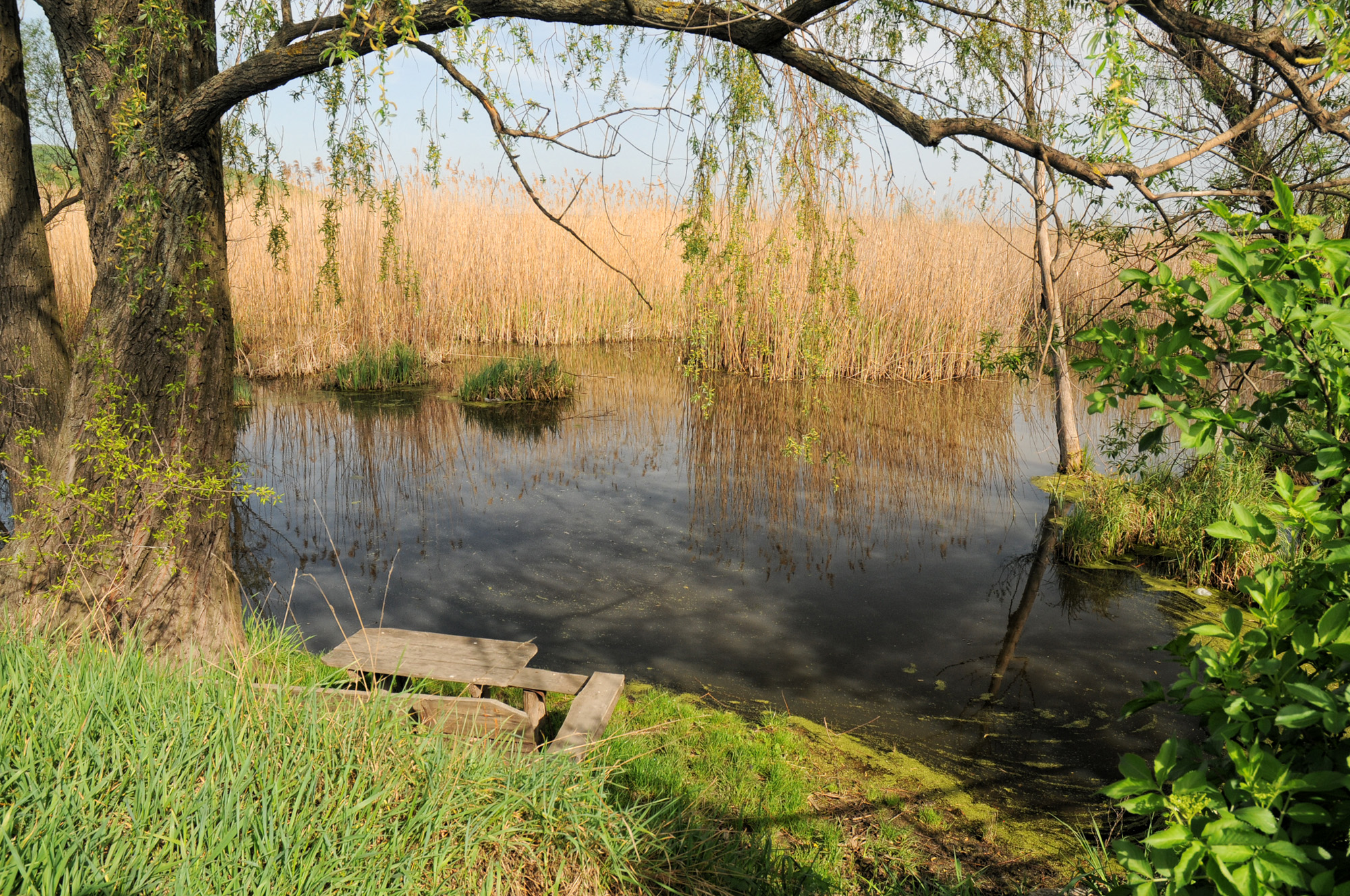
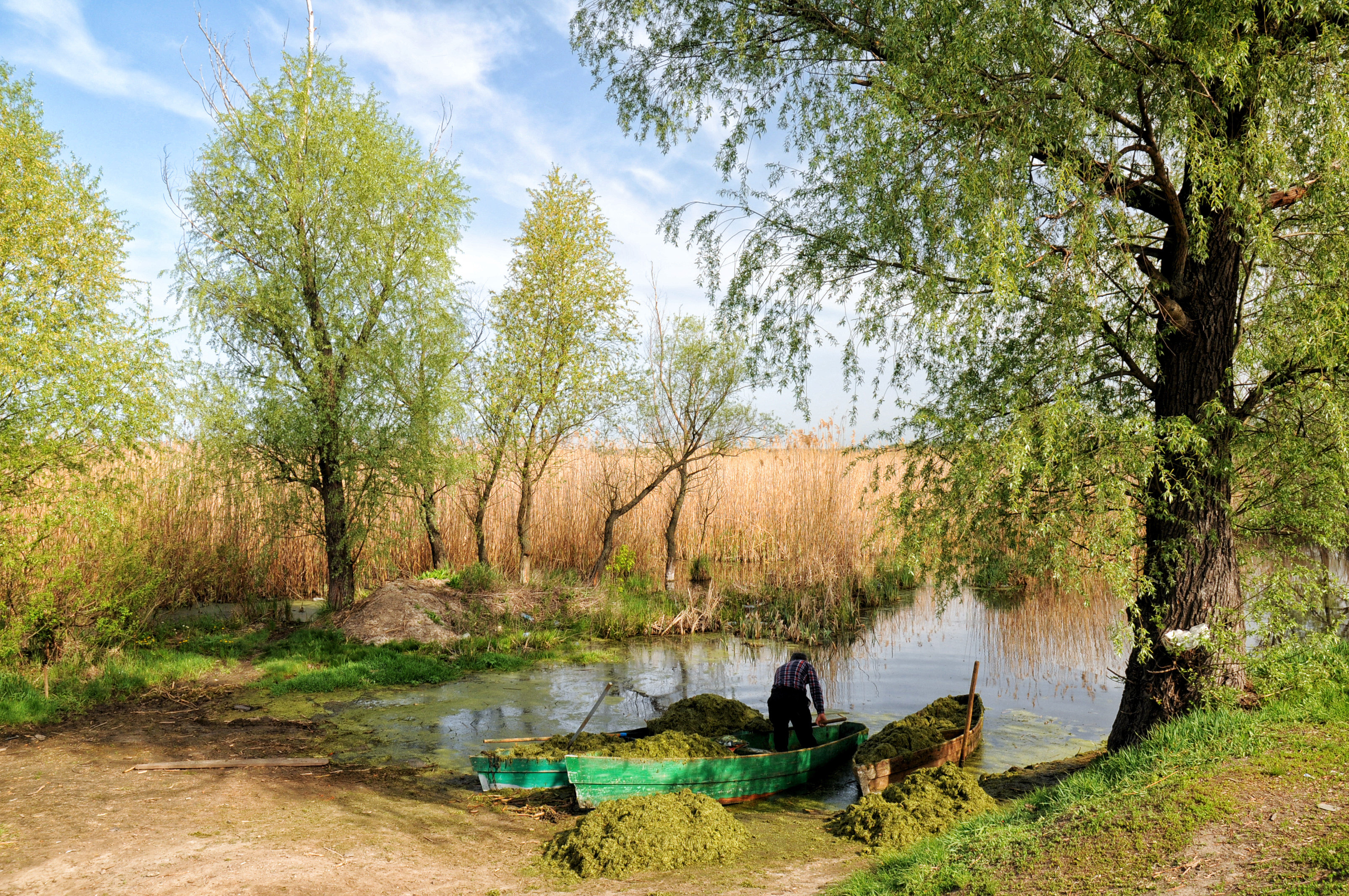